# Seznam potresov v letu 2023
predTo je seznam potresov v letu 2023. Na seznamu so samo potresi magnitude 6 ali več, razen če povzročijo znatno škodo in/ali žrtve. Vsi datumi so navedeni glede na čas UTC. Največje jakosti temeljijo na modificirani Mercallijevi lestvici intenzivnosti.

## Primerjava s preteklimi leti
| Magnituda | 2013   | 2014   | 2015   | 2016   | 2017   | 2018   | 2019   | 2020   | 2021   | 2022   | 2023 |
| --------- | ------ | ------ | ------ | ------ | ------ | ------ | ------ | ------ | ------ | ------ | ---- |
| 8.0–9.9   | 2      | 1      | 1      | 0      | 1      | 1      | 1      | 0      | 3      | 0      | 0    |
| 7,0–7,9   | 17     | 11     | 18     | 16     | 6      | 16     | 9      | 9      | 16     | 11     | 2    |
| 6,0–6,9   | 123    | 143    | 127    | 131    | 104    | 118    | 135    | 111    | 141    | 117    | 3    |
| 5,0–5,9   | 1.460  | 1.580  | 1,413  | 1.550  | 1,447  | 1,671  | 1,484  | 1,315  | 2,046  | 1,603  | 54   |
| 4,0–4,9   | 11.877 | 15.817 | 13.777 | 13.700 | 10.544 | 12.782 | 11.897 | 12,135 | 14.643 | 13.707 | 200  |
| Skupaj    | 13.480 | 17.552 | 15.336 | 15.397 | 12,102 | 14.589 | 13.530 | 13.572 | 16.849 | 15,438 | 259  |

## Po številu smrtnih žrtev
| Rank | Število mrtvih | Magnituda | Lokacija | MMI | Globina (km) | Datum |
| ---- | -------------- | --------- | -------- | --- | ------------ | ----- |
| 1    |                |           |          |     |              |       |

Navedeni so potresi z najmanj 10 mrtvimi.

## Po magnitudi
| Rank | Magnituda | Število mrtvih | Lokacija                    | MMI                | Globina (km) | Datum     | Dogodek                  |
| ---- | --------- | -------------- | --------------------------- | ------------------ | ------------ | --------- | ------------------------ |
| 1    | 7.6       | 1              | Indonezija, provinca Maluku | VI ( močno )       | 105,1        | 9. januar | Potres v Malukuju (2023) |
| 2    | 7.0       | 0              | Vanuatu, Sanma na morju     | VII ( zelo močno ) | 27,7         | 8. januar | -                        |

## Po mesecih

### Januar
| Datum | Država in lokacija                                          | Mw  | Globina (km) | MMI | Notes | Casualties | Casualties |
| Datum | Država in lokacija                                          | Mw  | Globina (km) | MMI | Notes | Dead       | Injured    |
| ----- | ----------------------------------------------------------- | --- | ------------ | --- | --- | ---------- | ---------- |
| 1.    | Indonezija, pred obalo Papue, 10 km V od Jayapure           | 5.5 | 14.8         | VI  | Zrušena stena bolnišnice, v Jayapuri poškodovana veleblagovnica in hotel, ki se je delno sesul, prav tako poškodovan hotel v Aberpuri. | -          | -          |
| 1.    | Združene države Amerike, Kalifornija, 15 km JV od Rio Della | 5.4 | 30.6         | VII | Popotresni val potresa v Ferndalu leta 2022. Razbita okna, velike razpoe v zgradbah in izapdi elektrike v okrožju Humboldt. Nekatere hiše so bile zaradi slabe temeljitve močno poškodovane. | -          | -          |
| 8.    | Vanuatu, Sanma, na morju, 23 km Z–SZ od Port Olryja         | 7.0 | 27.7         | VII | Več stavb se je sesulo ali je bilo poškodovanih. Predmeti so padali s polic. | -          | -          |
| 9.    | Indonezija, provinca Maluku, na morju, 341 km Z–JZ od Tuala | 7.6 | 105.1        | VI  | Po potresu v Malukuju je bilo poškodovanih vsaj 96 stavb in dve šoli, osem od tega močneje, medtem ko je bilo v Jugozvhodnem Malukuju, porušenih 9 stavb in dve šoli, s 23 drugimi poškodovanimi. Ena oseba je bila ubita, osem je bilo poškodovanih. Potres je sprožil cunami višine 9 cm. Je najmočnejši potres v letu 2023. | 1          | 8          |
| 11.   | Južnovzhodni pacifiški ognjeni obroč                        | 6.0 | 10.0         | -   | - | -          | -          |
| 15.   | Filipini, Vzhodni Visayas, na morju, 9 km JV od Bunge       | 4.8 | 10.0         | IV  | Več hiš, cerkva in cest je bilo poškodovanih, poškodovanih je bilo tudi 8 ljudi zaradi padajočih objektov. | -          | 8          |
| 15.   | Indonezija, Aceh, na morju, 40 km JV od Singkila            | 6.2 | 37.0         | VI  | - | -          | -          |
| 15.   | El Salvador, Ahuachapán, 9 km SZ od Atiquizaye              | 5.2 | 10.0         | VII | Je najmočnejši izmed več kot 80 sunkov tistega dne. Poškodovanih ej bilo 109 hiš, na šoli se je zrušila stena. Več hiš je bilo poškodovanih v Estanzueli v sosednji Gvatemali. | -          | -          |
| 16.   | Japonska, Boninski otoki, na morju                          | 6.3 | 405.0        | III | - | -          | -          |